# Scholtenskoepel
De Scholtenskoepel, ook bekend als de Theekoepel van Scholten, is een 19e-eeuwse theekoepel in de Nederlandse stad Groningen.

## Geschiedenis
De theekoepel werd in 1868 ontworpen door architect Jan Maris in opdracht van de Groninger industrieel Willem Albert Scholten. Maris ontwierp voor Scholten later ook onder andere Villa Gelria (1872) en het Scholtenshuis (1881).
De koepel staat aan de oostzijde van de Hereweg en is opgetrokken in eclectische stijl met barokke elementen. In de nissen zijn gietijzeren beelden aangebracht die de vier seizoenen verbeelden. Het beeld van de lente is verdwenen. Boven op de koepel staat een verguld beeld van Mercurius, als symbool voor de handel. De koepel staat langs de spoorlijn Meppel - Groningen. Het verhaal gaat dat Scholten de trein hier kon laten stoppen. Daartoe kan het hekwerk dat het grondstuk omgeeft aan de kant van de spoorbaan geopend worden.
De koepel werd in 1979 gerestaureerd en is sindsdien in gebruik als kantoorruimte. De theekoepel is aangewezen als rijksmonument.

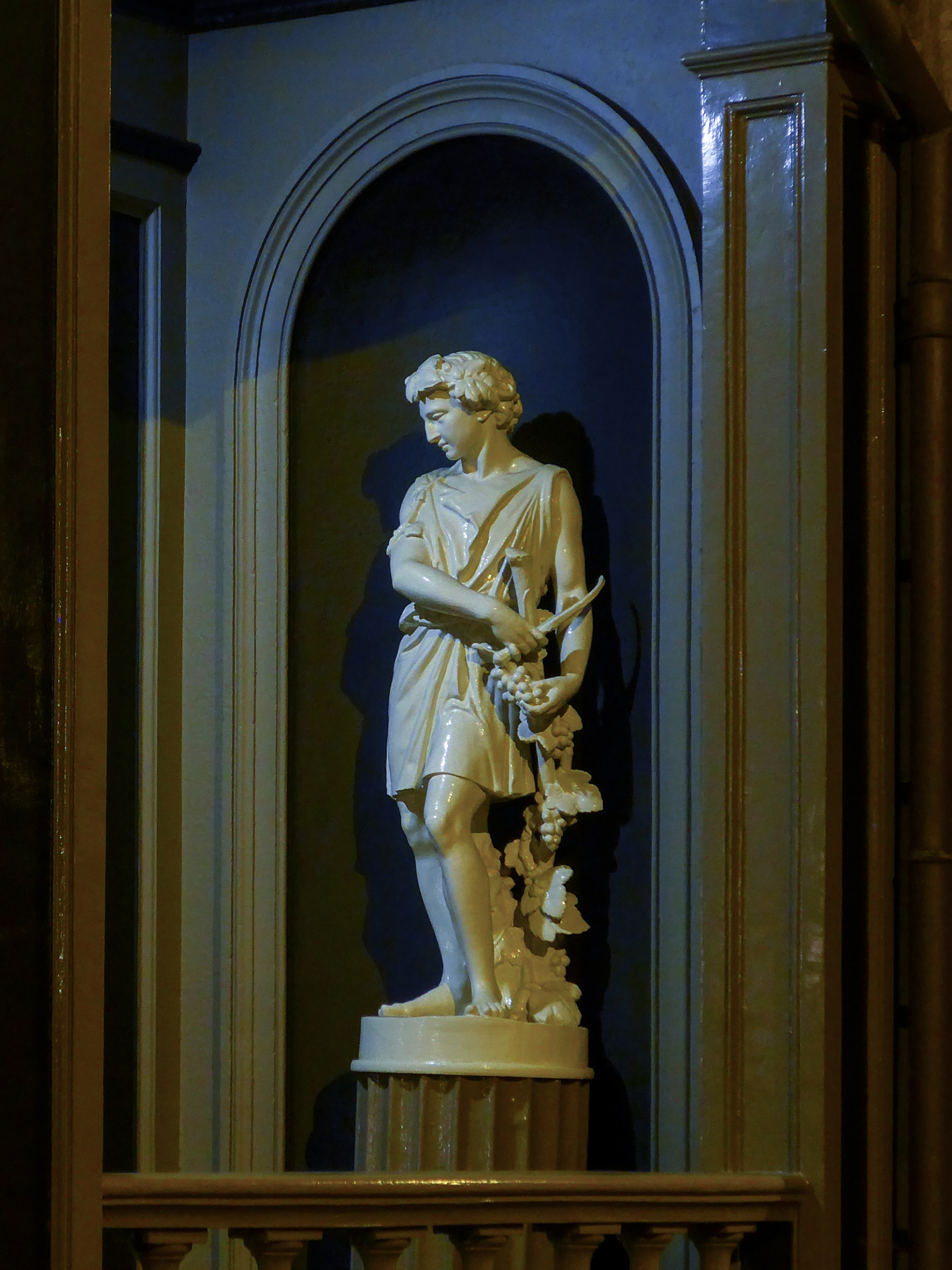
Beeld aan de noordwestzijde van de koepel (2016)